# Rayadada
Rayadada (nep. रायडाँडा) – gaun wikas samiti w zachodniej części Nepalu w strefie Dhawalagiri w dystrykcie Baglung. Według nepalskiego spisu powszechnego z 2011 roku liczył on 549 gospodarstw domowych i 2329 mieszkańców (1321 kobiet i 1008 mężczyzn).